# Lissolongichneumon dorsopictus
Lissolongichneumon dorsopictus är en stekelart som beskrevs av Heinrich 1968. Lissolongichneumon dorsopictus ingår i släktet Lissolongichneumon och familjen brokparasitsteklar. Inga underarter finns listade i Catalogue of Life.